# Contea di Zapata
La contea di Zapata (in inglese Zapata County) è una contea dello Stato del Texas, negli Stati Uniti. La popolazione al censimento del 2000 era di 12 182 abitanti. Il capoluogo di contea è Zapata.

## Contee e municipalità confinanti
- Contea di Webb - nord
- Contea di Jim Hogg - est
- Contea di Starr - sud-est
- Guerrero (Tamaulipas, Messico) - ovest

## Strade principali
- U.S. Highway 83
- State Highway 16